# Plagiochila groehnii
Plagiochila groehnii là một loài rêu trong họ Plagiochilaceae. Loài này được Grolle & J. Heinrichs mô tả khoa học đầu tiên năm 2003.